# Bob Eberly
Robert Eberle (New York, 1916. július 24. – Glen Burnie, 1981. november 17.) big band énekes. Legismertebbé a Jimmy Dorsey-val való közös munkája és Helen O’Connellel énekelt duettjei révén vált. Öccse, Ray Eberle szintén nagyzenekari énekes volt; a Glenn Miller Orchestra tagjaként szerzett nevet.

## Pályakép
Robert Eberly, és öccse, Ray is big band-énekes volt. Leginkább Glenn Miller zenekarával énekeltek. Apjuk, John A. Eberle rendőr, címfestő és kocsmáros volt. Egy másik testvérük, Al, Hoosick Fallsban egy falu gondnoka volt.
Eberlyt a Dorsey Brothers Orchestra szerződtette 1935-ben, nem sokkal azután, hogy megnyert egy amatőr énekversenyt Fred Allen rádióműsorában, és röviddel azelőtt, hogy Tommy Dorsey elhagyta a zenekart, hogy megalapítsa saját együttesét. Eberly Jimmy Dorsey mellett maradt, és a zenekar tagja volt. 1943 végén be nem hívták katonai szolgálatra.
Az 1940-es évek elején a Jimmy Dorsey Orchestra egy sor slágert szerzett Eberly és Helen O'Connell számára. Eberly az „I'm Glad There Is You” első verzióját is felvette 1942-ben Dorsey zenekarával a Decca Recordsnál. A dal dzsessz-sztenderd lett.
1953-ban Bob Eberly és Helen O'Connell egy nyári műsort vezettek Perry Como televíziós műsorában (CBS tévé). A programban Ray Anthony és zenekara is fellépett.
1980-ban Eberly egyik tüdejét eltávolították, de továbbra is énekelt. 1981-ben, a marylandi Glen Burnie-ben halt meg rákban, 65 évesen.

## Lemezválogatás
- It's the Dreamer in Me (with Jimmy Dorsey and His Orchestra; 1938)
- Green Eyes (with Helen O'Connell; 1941)
- Tangerine (with Helen O'Connell; 1941)
- I'm Glad There Is You (with Jimmy Dorsey and His Orchestra; 1942)
- Bésame mucho (with Kitty Kallen; 1944)
- Love Letters in the Sand (with Enoch Light & His Orchestra; 1957)

## Fordítás
Ez a szócikk részben vagy egészben  a   Bob Eberly című angol Wikipédia-szócikk ezen változatának fordításán alapul.  Az eredeti cikk szerkesztőit annak laptörténete sorolja fel. Ez a jelzés csupán a megfogalmazás eredetét és a szerzői jogokat jelzi, nem szolgál a cikkben szereplő információk forrásmegjelöléseként.